# Kryvyj Rih
Kryvýj Rih (ukrainsk: Криви́й Ріг, tr. Kryvýj Rih, ukrainsk udtale: [krɪˌwɪj ˈr⁽ʲ⁾iɦ]  ( hør); russisk: Кривой Рог, tr. Krivoj Rog) er en storby i Dnipropetrovsk oblast i det centrale Ukraine med 603.904 (2022) indbyggere. Byen ligger hvor floderne Inhulets og Saksahan flyder sammen, sydvest for oblastets administrative center i byen Dnipro.
Kryvyj Rih er en vigtig stålindustriby og centrum for jernmalms-udvindings-regionen Kryvbas, hvor en af verdens største forekomster af båndet jernmalm findes.
Byen blev grundlagt i 1600-tallet af Zaporozje-kosakkerne. Byens industrihistorie begynder i 1880, da de første vesteuropæiske investorer grundlagde et netværk af miner. Under den russiske borgerkrig gennemførte anarkisten Nestor Makhno en opstand i byen. Den metallurgiske aktivitet i byen udvikledes specielt under sovjettiden, og i dag er stålindustrien en af de vigtigste i verden.